# Tập đoàn quân 26 (Liên Xô)
Tập đoàn quân 26 (Nga: армия 26-я 26-ya armiya) là một đơn vị quân sự chiến lược cấp tập đoàn quân của Hồng quân Liên Xô, được hình thành vào năm 1941 và hoạt động trong thời gian Chiến tranh thế giới thứ hai.

## Lịch sử hoạt động

### Thành lập lần đầu tiên
Tập đoàn quân 26 là một bộ phận của Phương diện quân Tây Nam (Liên Xô) và bảo vệ biên giới Xô-Đức giữa Przemyśl và dãy núi Carpathian vào tháng 6 năm 1941. Tập đoàn quân này đóng trên bờ phía đông sông San, giáp Quận 8. Tư lệnh Tập đoàn quân 26 là Trung tướng Fyodor Kostenko, người Ukraine. Đối đầu với lực lượng này là Tập đoàn quân số mười của Đức dưới quyền chỉ huy của tướng Carl-Heinrich von Stülpnagel.
Tập đoàn quân 26 bao gồm Quân đoàn súng trường 8, Sư đoàn súng trường 99, Sư đoàn súng trường 173 và Sư đoàn súng trường núi 72, quận kiên cố số 8, một số đơn vị pháo binh (Lữ đoàn chống tăng 2, Trung đoàn pháo binh 233, Trung đoàn pháo binh của Quân đoàn 236, và Phi đội phòng không độc lập 28, Quân đoàn cơ giới 8 với Sư đoàn xe tăng 12, Sư đoàn xe tăng 34 và Sư đoàn cơ giới 7), và Trung đoàn cầu phao số 17 vào ngày 22 tháng 6 năm 1941. Tổng hành dinh đặt tại Borislav.
Quân Đức tấn công vào điểm giao nhau giữa Tập đoàn quân 6 và Tập đoàn quân 26. Vào ngày 23 tháng 6, tướng Kirponos ra lệnh cho đơn vị thiết giáp của Tập đoàn quân 26 (Quân đoàn cơ giới hóa 8) di chuyển đến Brody dưới sự chỉ huy của Kostenko. Trong khi đó, cuộc tấn công của quân Đức đã tạo ra một lỗ hổng dài hai mươi dặm vào ngày 24 tháng 6. Trong đêm từ ngày 26 đến ngày 27 tháng 6, Tập đoàn quân 6 và 26 rút lui khỏi các công sự tiền tuyến. Tập đoàn quân 26 và tập đoàn quân 12 lúc này đã trấn giữ một phòng tuyến từ Ostropol đến Bar. Vào ngày 10 tháng 7, Tập đoàn quân của Kostenko cùng với Tập đoàn quân 6 và Tập đoàn quân 12 đã bị đe dọa bởi cuộc vây bắt phía đông nam của Tập đoàn thiết giáp số 1 của Kleist, có thể cắt đứt họ khỏi sông Dnepr. Vào ngày 20 tháng 7, hai Quân đoàn súng trường của Tập đoàn quân 26 tấn công theo hướng bắc về phía Dnepr. Chỉ một phần nhỏ của Tập đoàn quân 26 đến được Dnepr. Hầu hết các đơn vị của Tập đoàn quân đã bị tiêu diệt hoặc bị bắt bởi quân Đức. Tập đoàn quân 6 và tập đoàn quân 26 được tách ra.

### Thành lập lần 2
Tập đoàn quân 26 nhanh chóng được xây dựng lại vào tháng 10 năm 1941 nhờ sự bổ sung sau đó và bao gồm các thành phần của Quân đoàn súng trường đặc biệt cận vệ số 1 và hiện bảo vệ sông Dnepr tại Kaniev và Rzhishchev ở phía tây nam Kiev. Tập đoàn quân 6 và 12 bị giữ chân ở vòng vây túi Uman. Tập đoàn quân 26 cố gắng giải vây và tấn công theo hướng Boguslav - Zwenigorodka. Kế hoạch không có tiến triển. Vào ngày 26 tháng 9, chính Tập đoàn quân này đã bị bao vây túi Kiev. Tập đoàn quân 26 được cho là sẽ tấn công vào Lubny. Tướng Kostenko thoát khỏi vòng vây cùng một nhóm khá đông binh lính của ông. Tập đoàn quân bị giải tán và các lực lượng còn lại được giao cho Tập đoàn quân 50.

### Thành lập lần 3
Lần thứ ba, Tập đoàn quân 26 thành lập vào tháng 11 năm 1941 tại Quân khu Volga. Vào ngày 18 tháng 12, đơn vị được giao cho Phương diện quân Volkhov mới thành lập. Vào cuối tháng 12 năm 1941, quân đội được đổi tên thành Tập đoàn xung kích số 2.
Chỉ huy: Trung tướng Grigory Grigorievich Sokolov (11 - 12/1941)

### Thành lập lần 4
Tập đoàn quân được cải tổ lần thứ tư trong Phương diện quân Karelia vào tháng 3 đến tháng 4 năm 1942.  Vào ngày 1 tháng 1 năm 1943, lực lượng bao gồm các Sư đoàn súng trường 27, 54, 18, 263, 61, 67, 80 (без 2 б-на), Lữ đoàn Bộ binh Hải quân 85, pháo binh, và các đơn vị khác.
Tư lệnh năm 1943-1945 là Thiếu tướng (sau này là Trung tướng) Lev Skvirsky.

#### Thành phần
Vào cuối cuộc chiến, Tập đoàn quân bao gồm:
Quân đoàn súng trường 30
Sư đoàn súng trường cận vệ 36
Sư đoàn súng trường cận vệ 68
Sư đoàn súng trường 21
Quân đoàn súng trường 104
Sư đoàn súng trường 74
Sư đoàn súng trường số 93
Sư đoàn súng trường số 151
Quân đoàn súng trường 135
Sư đoàn súng trường 233
Sư đoàn súng trường 236
Các đơn vị pháo binh, công binh và xe tăng.

## Các chỉ huy
- Trung tướng Fyodor Kostenko (tháng 6 - tháng 9 năm 1941),
- Thiếu tướng Alexey Kurkin (tháng 10 năm 1941)
- Trung tướng Grigory Grigorievich Sokolov (11 - 12/1941)
- Thiếu tướng Nikolai Nikishin (tháng 3 năm 1942 - tháng 5 năm 1943),
- Thiếu tướng (sau này là Trung tướng) Lev Skvirsky (tháng 5 năm 1943 - tháng 1 năm 1945)
- Trung tướng Nikolai Gagen (tháng 1 - tháng 5 năm 1945)

## Sau chiến tranh
Tập đoàn quân ngừng tham chiến ở Romania và được giao cho Cụm tác chiến phía Nam. Tập đoàn quân cùng với hầu hết các đơn vị trực thuộc bị giải tán vào năm 1947. Các Sư đoàn cơ giới số 25 và sư đoàn cận vệ số 23 được chuyển giao cho Ukraine.